# 手册页

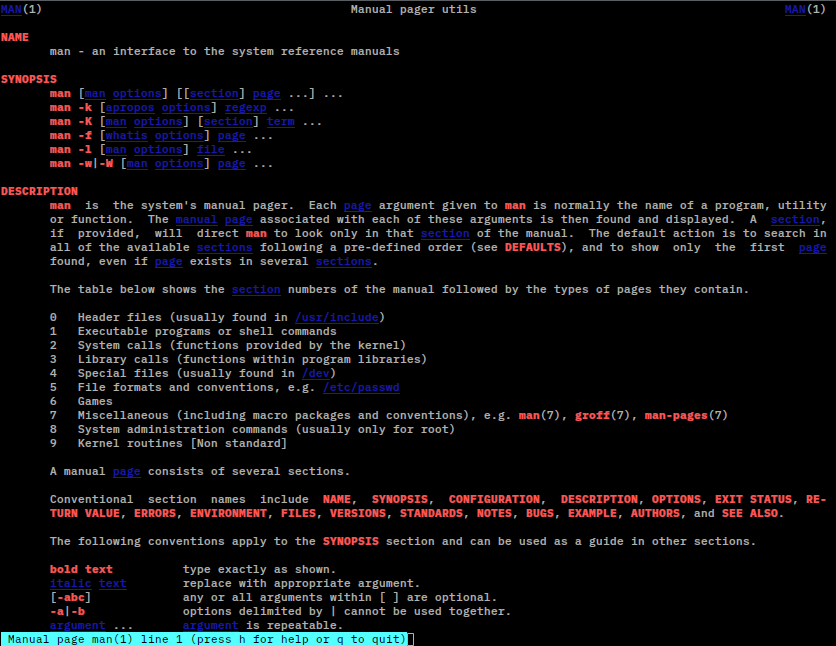
man 指令使用手冊

手册页（英語：man page，Manual pages的縮寫）是指在Unix或類Unix作業系統中查詢指令使用手冊，使用者可以執行man命令查詢指令用法。簡體中文直譯為手册页，臺灣正體中文翻譯為使用手冊、線上手冊。在Unix或類Unix操作系统中有非常多的指令，通常使用者（甚至是資深的系統管理者）都無法記住每個指令的詳細使用方式，尤其是那些有非常多參數可以用的指令，就算是天天在用的-ls，可能也不是很清楚它所有的參數如何使用。所幸一般 UNIX/Linux 系統中的指令都會附帶相關的線上說明手冊（Manual pages，簡稱 man page），提供使用者查詢與參考，内容包括计算机程序（库和系统调用）。

## 用法
为查阅某个Unix命令的手册页，用户可以在命令行界面执行如下命令：
```
man
 
<command_name>

```

```
#範例：查詢 cal(calendar) 指令用法。

[
user101@twfo-mdc
 
~
]
$
 
man
 
cal
CAL
(
1
)
                    
BSD
 
General
 
Commands
 
Manual
                   
CAL
(
1
)

NAME

     
cal
 
-
 
displays
 
a
 
calendar

SYNOPSIS

     
cal
 
[
-smjy13
]
 
[[
month
]
 
year
]

DESCRIPTION

     
Cal
 
displays
 
a
 
simple
 
calendar.
  
If
 
arguments
 
are
 
not
 
specified,
 
the
 
cur-

     
rent
 
month
 
is
 
displayed.
  
The
 
options
 
are
 
as
 
follows:

     
-1
      
Display
 
single
 
month
 
output.
  
(
This
 
is
 
the
 
default.
)

     
-3
      
Display
 
prev/current/next
 
month
 
output.

     
-s
      
Display
 
Sunday
 
as
 
the
 
first
 
day
 
of
 
the
 
week.
  
(
This
 
is
 
the

             
default.
)

     
-m
      
Display
 
Monday
 
as
 
the
 
first
 
day
 
of
 
the
 
week.

     
-j
      
Display
 
Julian
 
dates
 
(
days
 
one-based,
 
numbered
 
from
 
January
 
1
)
.

q
     
-y
      
Display
 
a
 
calendar
 
for
 
the
 
current
 
year.

     
A
 
single
 
parameter
 
specifies
 
the
 
year
 
(
1
 
-
 
9999
)
 
to
 
be
 
displayed
;
 
note

     
the
 
year
 
must
 
be
 
fully
 
specified:
 
“cal
 
89
”
 
will
 
not
 
display
 
a
 
calendar

     
for
 
1989
.
  
Two
 
parameters
 
denote
 
the
 
month
 
(
1
 
-
 
12
)
 
and
 
year.
  
If
 
no

     
parameters
 
are
 
specified,
 
the
 
current
 
month
's calendar is displayed.

     A year starts on Jan 1.

     The Gregorian Reformation is assumed to have occurred in 1752 on the 3rd

     of September.  By this time, most countries had recognized the reforma-

     tion (although a few did not recognize it until the early 1900'
s.
)
  
Ten

     
days
 
following
 
that
 
date
 
were
 
eliminated
 
by
 
the
 
reformation,
 
so
 
the
 
cal-

     
endar
 
for
 
that
 
month
 
is
 
a
 
bit
 
unusual.

HISTORY

     
A
 
cal
 
command
 
appeared
 
in
 
Version
 
6
 
AT
&
T
 
UNIX.

OTHER
 
VERSIONS

     
Several
 
much
 
more
 
elaborate
 
versions
 
of
 
this
 
program
 
exist,
 
with
 
support

     
for
 
colors,
 
holidays,
 
birthdays,
 
reminders
 
and
 
appointments,
 
etc.
 
For

     
example,
 
try
 
the
 
cal
 
from
 
http://home.sprynet.com/~cbagwell/projects.html

     
or
 
GNU
 
gcal.

BSD
                              
June
 
6
,
 
1993
                              
BSD

```

例如，“man ftp”。为了方便用户查阅输出的信息，man命令一般会提供一个Less終端機分頁檢視程式。
按惯例，man页面可以按照“程序名(区段)”的标记来查阅：例如ftp。相同的手册页标记可能出现在多个不同的区段（section）中，例如相同的名字在系统调用、用户命令或Troff中重复出现的时候。比如man与 man，以及exit与exit。
访问非默认手册页区段的语法在不同的软件实现中是不一样的。例如，在Solaris中，阅读printf的语法为：
```
man
 
-s
 
3c
 
printf

```

在Linux和类BSD系统中，相同的命令语法为：
```
man
 
3
 
printf

```

此命令在手册页的第3区段中搜寻“printf”的信息。

## 历史

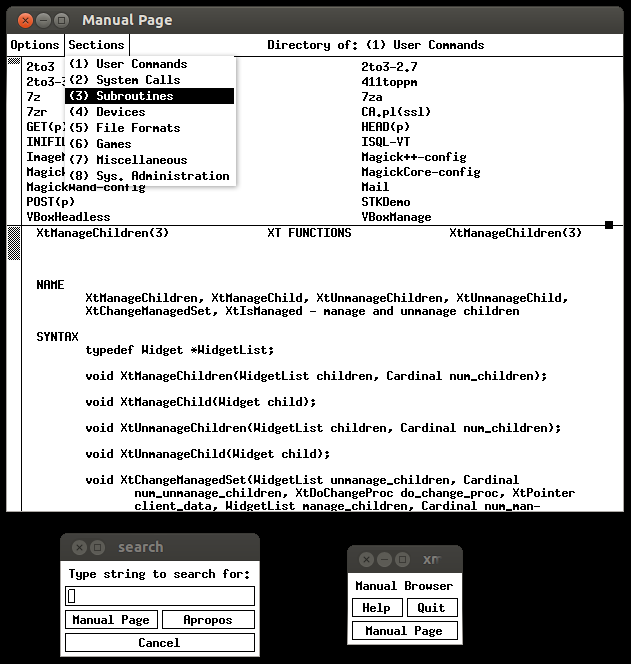
xman，一个早期的X11应用，用于查看手册页

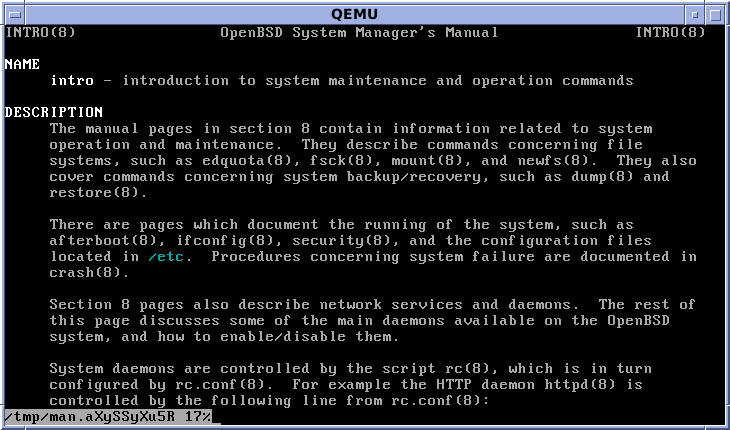
在文本控制台中显示的OpenBSD intro第8区段的手册页

《UNIX程序员手册 （页面存档备份，存于）》1971年11月3日第一次出版。1971年，在主管道格拉斯·麥克羅伊的坚持下，丹尼斯·里奇和肯·汤普逊编写了第一份实际意义上的手册页。除了手册页，《UNIX程序员手册》还彙整了一些简短的论文，其中一部分是教程（例如Unix的一般用法、C语言，以及Yacc等工具），另一部分是对操作系统功能的更详细的说明。手册的印刷版最初装在一个活页夹中，但PWB/UNIX和Research Unix第七版的手册被分为两卷，印刷版的手册页成为了其第1卷。
Unix或類Unix作業系統手册页是用troff软件包排版的，是一组-man巨集。当时，手册页系统带来的联机文档可用性被认为是一项伟大的进步。时至今日，几乎所有的Unix命令行应用程序都附带了手册页，而很多Unix用户将缺少手册页视为低质量应用程序的一个标志。事实上，有些项目（如Debian）不辞劳苦的为缺乏手册页的应用编写手册页；4.4BSD的现代继任者也将手册页作为系统文档的主要形式之一（将旧的-man巨集用新的-mdoc巨集取代）。
几乎没有什么替代品能像man那样流行，只有GNU計劃的info系统可能是个例外。]
此外，一些Unix图形用户界面应用程序（尤其是那些使用GNOME和KDE开发环境构建的）现在提供的HTML版本的最终用户手册，并包含内嵌的HTML阅读器，如Yelp，以供阅读应用程序中的帮助文档。
Unix或類Unix作業系統手册页通常是用英文写的，在某些系统上可能有翻译成其他语言的版本。
手册页的默认格式是troff，使用-man巨集软件包（着重展现）或-mdocmandoc巨集软件包（着重语义）。可以把手册页排版成PostScript、PDF和其他各种格式进行查看或打印。
大多数Unix系统有一个man2html命令的软件包，该命令允许用户使用HTML浏览器浏览手册页（例如，FreeBSD的textproc/man2html，或某些Linux发行版中的man）。
2010年，OpenBSD宣布淘汰troff，改用mandoc展示手册页。

## 手册区段
在Research Unix、BSD、OS X和Linux中，手册通常被分为8个区段，安排如下：
| 区段 | 说明                                     |
| ---- | ---------------------------------------- |
| 1    | 一般命令                                 |
| 2    | 系统调用                                 |
| 3    | 库函数，涵盖C标准函数库                  |
| 4    | 特殊文件（通常是/dev中的设备）和驱动程序 |
| 5    | 檔案格式和约定                           |
| 6    | 电子游戏和螢幕保護裝置                   |
| 7    | 杂项                                     |
| 8    | 系统管理命令和守护进程                   |

Unix System V采用了类似的编号方案，但顺序不同：
| 区段 | 说明                                     |
| ---- | ---------------------------------------- |
| 1    | 一般命令                                 |
| 1M   | 系统管理命令和守护进程                   |
| 2    | 系统调用                                 |
| 3    | C函数库函数                              |
| 4    | 檔案格式和约定                           |
| 5    | 杂项                                     |
| 6    | 电子游戏和螢幕保護裝置                   |
| 7    | 特殊文件（通常是/dev中的设备）和驱动程序 |

在某些系统中还有下述的区段可用：
| 区段 | 描述          |
| ---- | ------------- |
| 0    | C函数库头文件 |
| 9    | 内核例程      |
| n    | Tcl/Tk关键字  |
| x    | X Window系统  |

一些区段利用后缀进一步细分了。例如在一些系统中，区段3C是C函数库调用，3M是数学（Math）函数库，等等。这样做的结果是区段8（系统管理命令）有时也被移动到区段1M（作为命令区段的子区段）。一些子区段后缀有跨区段的一般含义：
| 子区段 | 说明             |
| ------ | ---------------- |
| p      | POSIX规范        |
| x      | X Window系统文档 |

## 布局
所有的手册页遵循一个常见的布局，其为通过简单的ASCII文本展示而优化，而这种情况下可能没有任何形式的高亮或字体控制。一般包括以下部分内容：
NAME（名称）该命令或函数的名称，接着是一行简介。
SYNOPSIS（概要）对于命令，正式的描述它如何运行，以及需要什么样的命令行参数。对于函数，介绍函数所需的参数，以及哪个头文件包含该函数的定义。
DESCRIPTION（说明）命令或函数功能的文本描述。
EXAMPLES（示例）常用的一些示例。
SEE ALSO（参见）相关命令或函数的列表。
也可能存在其他部分内容，但这些部分没有得到跨手册页的标准化。常见的例子包括：OPTIONS（选项），EXIT STATUS（退出状态），ENVIRONMENT（环境），BUGS（程序漏洞），FILES（文件），AUTHOR（作者），REPORTING BUGS（已知漏洞），HISTORY（历史）和COPYRIGHT（版权）。

## 使用在线手册
参考：archlinux社区的使用在线手册 （页面存档备份，存于）

## 備註
1. ↑  原編輯譯名用『宏软件包』,因為「巨集」（英語：Macro）的中國大陸常用別名是「宏」
2. ↑  「宏」是「巨集」（英語：Macro）的中國大陸常用別名
3. ↑  Texinfo是一个早期的、简单的超文本系统。
4. ↑  mandoc是专用于手册页的编译器/格式化程序，原生支持输出到PostScript、HTML、XHTML和终端。